# John Paul Young
John Inglis Young, művésznevén John Paul Young (Glasgow, 1950. június 21. –) skót születésű ausztrál popénekes, aki leginkább az 1978-as "Love Is in the Air" című világsikerű dal előadójaként ismert. Karrierjének további lökést jelentette, hogy 1974–1987 között rendszeresen szerepelt az ABC Countdown című műsorában. A "Love Is in the Air" mellett sikeres dala még a "Standing in the Rain", amely Németországban és Hollandiában is a kislemezlista első tíz helyezettje közé jutott, valamint az 1976-os "I Hate the Music" és az 1975-ös "Yesterday's Hero", amely dalok listavezető voltak Dél-Afrikában. Az Ausztrália Rendje Érdemérmének (Medal of Honour, OAM) birtokosa.
2009-ben Youngot beiktatták az ARIA Hall of Fame-jébe.

## Diszkográfia

### Stúdióalbumok
- Hero (1975)
- J.P.Y. (1976)
- Green (1977)
- Love Is in the Air (1978)
- Heaven Sent (1979)
- The Singer (1981)
- One Foot in Front (1983)
- Now (1996)
- In Too Deep (2006)